# Stephane Ceretti
Stephane Ceretti (24 de setembro de 1973) é um supervisor de efeitos visuais francês. Por sua produção no filme Guardians of the Galaxy (2014), foi indicado na edição do Oscar de 2015.